# Болотова, Наталья Дугарнимаевна
Наталья Дугарнимаевна Болотова (род. 9 марта 1963 года, Цаган-Оль, РСФСР, СССР) — российская спортсменка, стрелок из лука, российский тренер по стрельбе из лука. Участница XXVII и XXVIII летних Олимпийских игр (2000, 2004). Серебряный призер чемпионата мира в командных соревнованиях (1993). Двукратная чемпионка Европы, серебряный призер чемпионата Европы в личных и командных соревнованиях (1994, 2000, 2002). Бронзовый призер чемпионата Европы в помещении в командных соревнованиях (1996).
Неоднократная чемпионка России и призер чемпионатов России в личных и командных соревнованиях.
Мастер спорта СССР международного класса (1983), Заслуженный мастер спорта России (2003).

## Биография
Наталья Дугарнимаевна Болотова родилась 9 марта 1963 года в селе Цаган-Оль, Забайкальский край. Родители уделяли внимание воспитанию детей, их интеллектуальному и физическому развитию. Отец, Дугарнима Батуевич Болотов, работал механизатором и одновременно тренировал колхозную команду лучников. Семья поддерживала занятия детей спортом.

## Спортивная карьера
С детства Наталья увлекалась шахматами и добилась значительных успехов на районных соревнованиях. Однако в 1978 году, когда ей было 15 лет, она впервые взяла в руки лук. Первый опыт оказался сложным, но слова отца о важности упорного труда стали для неё руководством к действию. Уже в 1979 году она выполнила норматив мастера спорта СССР. В течение своей спортивной карьеры Наталья Болотова стала чемпионкой Европы, многократной чемпионкой России, серебряным призёром чемпионатов мира. Она принимала участие в двух Олимпиадах – 2000 года в Сиднее и 2004 года в Афинах. Поддержка семьи сыграла важную роль в её становлении как спортсменки.

### Олимпийские игры 2000 года
На Олимпиаде в Сиднее Наталья Болотова была единственной российской лучницей в женском турнире. Она завоевала квоту на Игры, успешно выступив на чемпионате Европы 2000 года, где завоевала серебряную медаль. В квалификационном раунде Болотова набрала 634 очка, заняв 21-е место в квалификационном раунде. В первом раунде плей-офф она встретилась с греческой спортсменкой Эвангелией Псарра и выиграла со счётом 161:154. Во втором раунде она обыграла Линь Иинь из Тайваня (158:157), а в 1/8 финала победила полячку Анну Лецкую (161:157). В четвертьфинале Болотова встретилась с будущей чемпионкой Олимпиады, южнокорейской лучницей Юн Ми Джин, и уступила со счётом 105:110, заняв итоговое шестое место.

### Олимпийские игры 2004 года
На Олимпиаде 2004 года в Афинах Болотова заняла 30-е место в индивидуальном зачёте. В квалификации она попала 647 очков, что позволило ей занять 33-е место по итогам квалификации. В 1/32 финала она встретилась с малайзийской спортсменкой Мон Реди Су Чжи и выиграла со счётом 154:143. В следующем раунде ей противостояла первая сеяная турнира, будущая олимпийская чемпионка Пак Сон Хён из Южной Кореи. Болотова уступила с результатом 148:165 и завершила соревнования на 30-м месте. В командном турнире российская женская сборная заняла девятое место.

## Тренерская деятельность
После завершения карьеры Болотова работала тренером, передавая свой опыт молодому поколению. С 2007 по 2008 годы она работала в Чите, затем переехала в Москву, где с 2009 по 2023 годы была старшим тренером Московской области.

## Личная жизнь
Муж — Сергей Владимирович Рыгзенов, заслуженный тренер России, мастер спорта России международного класса. У пары двое сыновей: старший — Евгений, мастер спорта России международного класса, выпускник факультета физической культуры Забайкальского государственного гуманитарно-педагогического университета; младший — Цэ-Доржи, мастер спорта России.